# Boeing 747SP
Boeing 747SP является модификацией модели Boeing 747, предназначенной для сверхдальних перелётов. SP означает «Special Performance» («особые характеристики»). По сравнению с предшественником, Boeing 747-100, 747SP сохранил компоновку широкофюзеляжного четырёхмоторного двухпалубного самолёта, однако имеет укороченный фюзеляж, увеличенное хвостовое оперение и упрощённую механизацию крыла. Снижение веса за счёт укороченного фюзеляжа позволило достичь большей дальности и скорости полёта по сравнению с другими модификациями 747.
Самолёт разрабатывался под обозначением 747SB (short body — укороченный фюзеляж), а затем был переименован в 747SP. Модификация создавалась по заказу Pan American World Airways и Iran Air. Pan Am был нужен вместительный самолёт для полётов из Нью-Йорка на Ближний Восток, а авиакомпания Iran Air планировала открыть рейс Тегеран — Нью-Йорк. Кроме того, Boeing планировал создать среднеразмерный широкофюзеляжный самолёт, способный конкурировать с существующими трёхдвигательными машинами.
Первый самолёт 747SP вышел на линию Pan Am в 1976 году. Позже эту машину эксплуатировали в качестве частного и правительственного самолёта. В ходе эксплуатации 747SP установил несколько авиационных рекордов, однако продажи оставляли желать лучшего. Производство ограничилось 45-ю экземплярами.

## Разработка

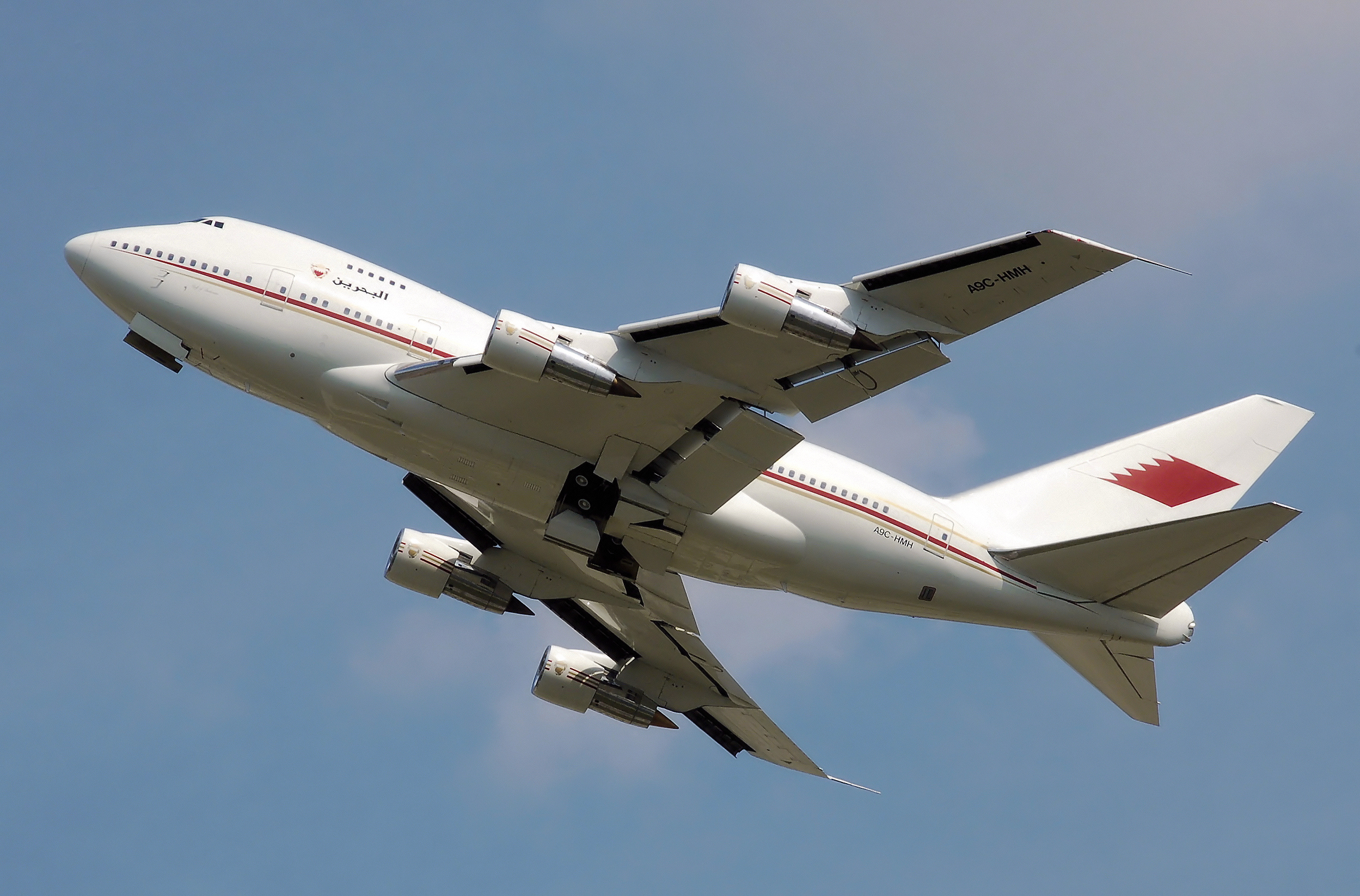
Boeing 747SP авиакомпании Bahrain Royal Flight

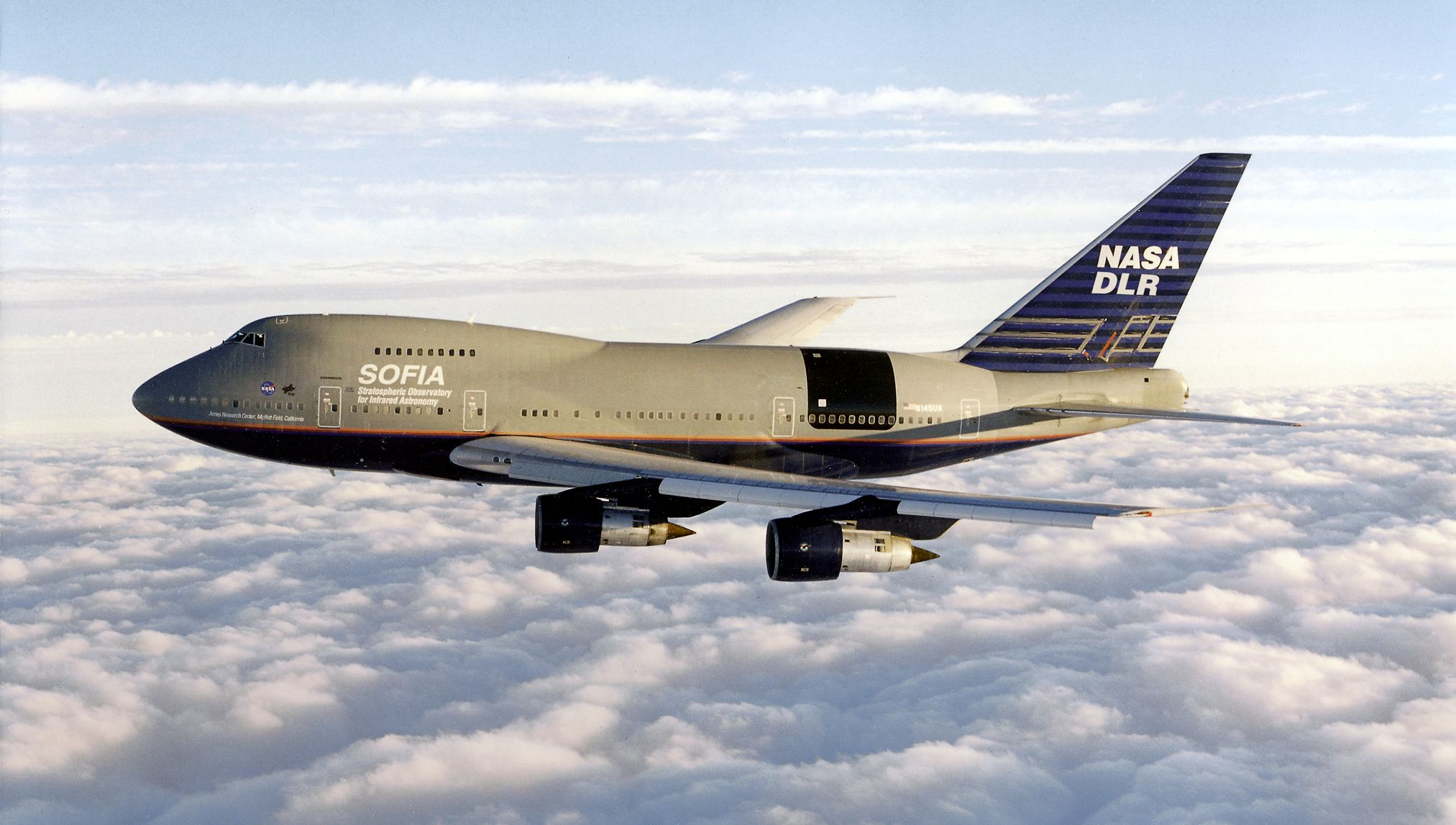
Boeing 747SP в цветах United Airlines до переделки в Стратосферную обсерваторию ИК-астрономии

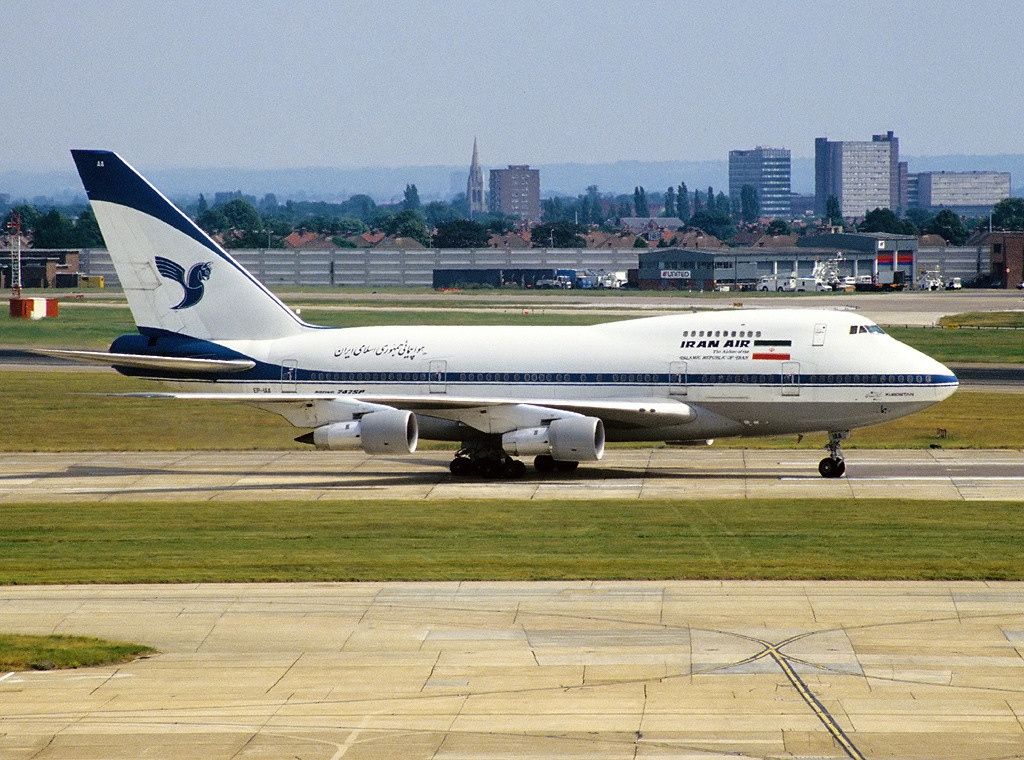
Boeing 747SP авиакомпании Iran Air

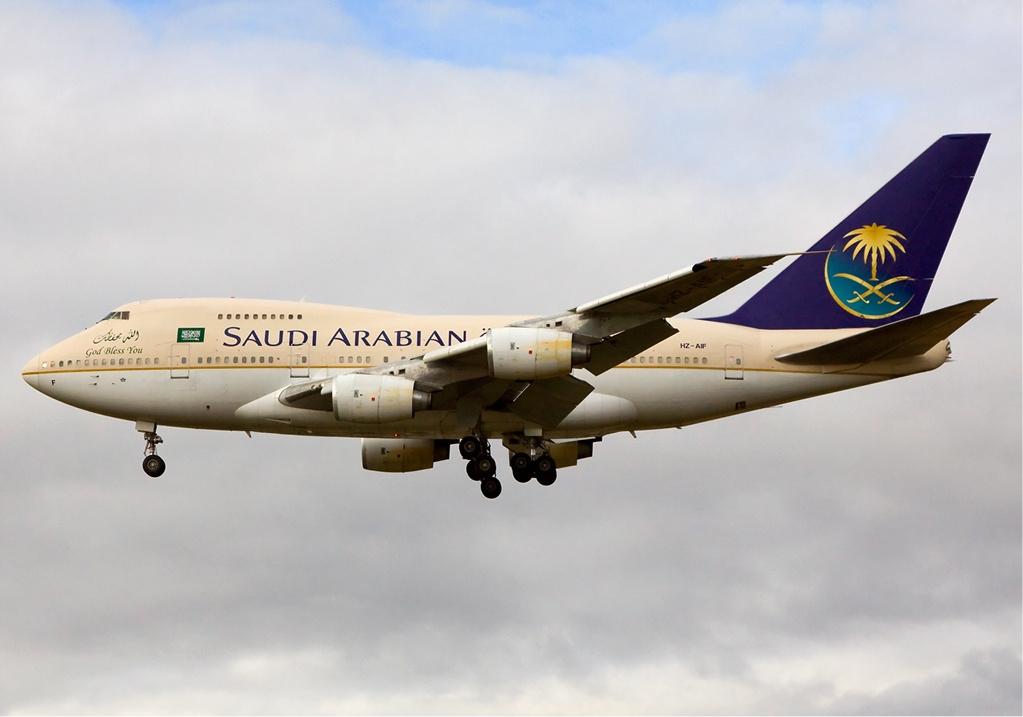
Boeing 747SP, принадлежащий королевской семье Саудовской Аравии

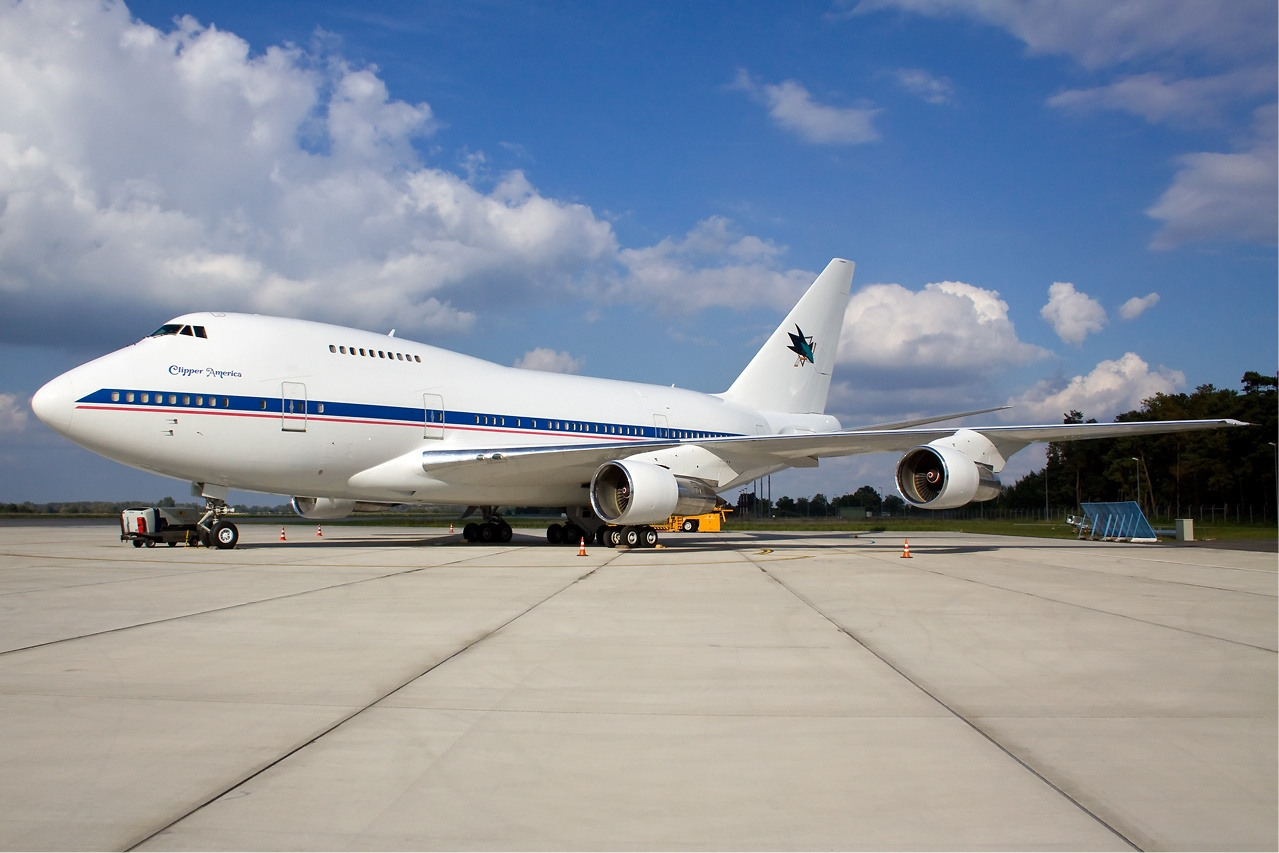
Корпоративный Boeing 747SP компании Fry’s Electronics

Заказ на разработку 747SP поступил от авиакомпании Pan Am, которой требовалась модификация Boeing 747, способная с полной загрузкой обслуживать самый длинный рейс авиакомпании из Нью-Йорка в Токио. К заказу Pan Am присоединилась авиакомпания Iran Air. Они высказали интерес к авиалайнеру повышенной вместимости, способному обслуживать ближневосточные рейсы Pan Am и планируемый рейс Iran Air Тегеран — Нью-Йорк, который в то время был самым длинным беспосадочным рейсом в мире. Самолёт был запущен в разработку после получения первого заказа Pan Am в 1973 году. Первый экземпляр был поставлен заказчику в 1976-м.
Boeing 747SP является укороченной версией Boeing 747-100 и должен был удовлетворять двум рыночным требованиям. Первое — составить конкуренцию McDonnell Douglas DC-10 и Lockheed L-1011 при максимальной унификации с основной моделью Boeing 747, которая по многим показателям оказалась слишком крупной для многих маршрутов. У Boeing в то время не было среднеразмерного широкофюзеляжного самолёта, способного конкурировать в этом сегменте. Вторым требованием было создание самолёта, способного совершать сверхдлинные рейсы, которые начали появляться в середине 1970-х. Для таких рейсов требовался самолёт, обладающий не только большей дальностью, но и более высокой крейсерской скоростью. Boeing не мог себе позволить разработку новой модели, поэтому было решено укоротить существующую модель 747 и увеличить её дальность и скорость за счёт снижения вместимости. Производство Boeing 747SP продолжалось с 1976 года по 1983 год. Однако в 1987 году по заказу авиакомпании, обслуживавшей королевскую семью эмирата Абу-Даби, был изготовлен последний SP.
Особой модификацией Boeing 747SP является Стратосферная обсерватория ИК-астрономии, которая представляет собой Boeing 747SP, способный нести телескоп диаметром 2,5 метра на большую высоту, где отсутствует 99,9 % светоплоглощающих атмосферных газов.

## Конструкция
Помимо укороченного фюзеляжа и меньшего количества дверей (на одну меньше с каждой стороны), Boeing 747SP отличается от других модификаций Boeing 747 упрощённой механизацией крыла и увеличенным вертикальным оперением. На 747SP устанавливались однощелевые закрылки вместо более узких двухщелевых на головной модели. Boeing 747SP также был первым и — до появления Boeing 777-200LR — единственным самолётом Boeing, размах крыла которого превышает длину фюзеляжа.
747SP вмещает 230 пассажиров в стандартной 3-классной компоновке и 331 — в двухклассной (303 места в салоне экономкласса и 28 — в салоне бизнес-класса); максимальная вместимость модификации составляет 440 пассажиров. Первоначальное обозначение 747SB (short body) часто в шутку расшифровывалось как «Sutter’s balloon» (воздушный шар Саттера) в честь Джо Саттера, главного конструктора модели. Boeing позднее изменил обозначение на 747SP («special performance» — «улучшенные характеристики»), чтобы подчеркнуть выдающиеся дальность и скорость самолёта. Авиакомпания Pan Am стала головным заказчиком модификации 747SP и 5 марта 1976 года получила первый экземпляр, названный Clipper Freedom («Клиппер Свобода» — все Boeing 747 авиакомпании Pan Am имели имена собственные, начинающиеся со слова Clipper). Затем начались поставки самолётов авиакомпании Iran Air.
До начала 1980-х годов, когда появились модификации модели 747-200B с увеличенной дальностью, 747SP был самым дальнемагистральным авиалайнером в мире. Несмотря на выдающиеся технические достижения, продажи модификации 747SP так и не достигли объёмов, на которые рассчитывал Boeing. Причинами стали резкое повышение цен на авиатопливо в середине 1970-х — начале 1980-х, тяжёлые крылья, большие эксплуатационные расходы, меньшая вместимость и растущая дальность полёта самолётов-конкурентов. Было построено всего 45 машин; большинство из остающихся в строю эксплуатируются на Ближнем Востоке. Однако некоторые наработки по 747SP были использованы при создании Boeing 747-300 и 747-400. На 747SP верхняя палуба начинается над центропланом, а не впереди него, как у Boeing 747-100 и 747-200. Такая же компоновка была использована при создании модификаций 747-300 и 747-400, что позволило увеличить вместимость верхней палубы.

## Эксплуатанты
С 1974-го по 1989 год было построено 45 самолётов 747SP. По состоянию на декабрь 2008 года, 17 из них эксплуатировались, 16 были утилизированы и ещё 12 отправлены на разборку или на хранение в музеи.

### Производство
|        | Всего | 1989 | 1988 | 1987 | 1986 | 1985 | 1984 | 1983 | 1982 | 1981 | 1980 | 1979 | 1978 | 1977 | 1976 |
| ------ | ----- | ---- | ---- | ---- | ---- | ---- | ---- | ---- | ---- | ---- | ---- | ---- | ---- | ---- | ---- |
| 747-SP | 45    | 1    |      |      |      |      |      |      | 4    | 6    | 9    | 5    | 2    | 4    | 14   |

### Эксплуатирующиеся экземпляры
Ниже приведён список организаций, эксплуатировавших лётные экземпляры 747SP на 2006 год.
- Правительство Йемена (1)
- Правительство Катара (1)
- Правительство Саудовской Аравии (2)
- Правительство Бахрейна (1)
- Правительство Омана (1)
- NASA — Стратосферная обсерватория ИК-астрономии (1)
- Las Vegas Sands (2)
- Iran Air (регулярные рейсы) (4)
- Saudia (корпоративные и правительственные перевозки) (1)
- Pratt & Whitney Летающая лаборатория (2)
- Fry’s Electronics, иногда в раскраске Балета Сан-Хосе (1)
- Syrian Arab Airlines (2)
- Телепроповедник Эрнест Энгли (1)

## Технические характеристики
| Модель                      | 747SP                                                 |
| --------------------------- | ----------------------------------------------------- |
| Экипаж                      | 3 (2 пилота, бортинженер)                             |
| Пассажировместимость        | 331 (28 бизнес-класс, 303 эконом)                     |
| Длина                       | 56,31 м                                               |
| Размах крыла                | 59,64 м                                               |
| Площадь крыла               | 511 м²                                                |
| Высота                      | 20,06 м                                               |
| Масса пустого               | 152 780 кг                                            |
| Максимальная взлётная масса | 304 000 кг                                            |
| Двигатели (x 4)             | Pratt & Whitney JT9D-7R4W или Rolls-Royce RB211-524C2 |
| Тяга (x 4)                  | 206,8 кН                                              |
| Макс. скорость              | 1 095 км/ч                                            |
| Крейсерская скорость        | 990 км/ч                                              |
| Потолок                     | 13 750 м                                              |
| Дальность полёта            | 12 325 км с 276 пассажирами                           |

Источник: Boeing Commercial Airplanes и Airliners.net

## Рекорды
Всего состоялось 3 коммерческих кругосветных рейса; два из них — на самолётах 747SP авиакомпании Pan Am, ещё один — на самолёте авиакомпании United Airlines. Последний был предоставлен фонду «Friendship Foundation» для сбора средств.
- Liberty Bell Express[4]—Из Нью-Йорка в Нью-Йорк 1-3 мая 1976 года. Две промежуточных посадки в Нью-Дели и Токио. Кругосветный полёт занял 46 часов 26 минут[4].
- Рейс 50 Pan Am — в честь 50-летия авиакомпании. Рейс состоялся 28-30 октября 1977 года из Сан-Франциско и продолжался 54 часа 7 минут 12 секунд. Три промежуточные остановки в Лондоне, Кейптауне и Окленде. Рейс 50 пролетел над Северным и Южным полюсами.
- Friendship One[4] — 29—31 января 1988 года из Сиэтла в Сиэтл. Две промежуточные остановки в Афинах и Тайбэе. Рекорд продержался менее месяца и был побит самолётом Gulfstream IV, пилотируемым на некоторых участках генеральным директором Gulfstream Aerospace Элом Полсоном. Кругосветный полёт занял 35 часов 54 минуты[4].

## Аварии и происшествия
| Дата       | Бортовой номер | Место происшествия | Жертвы | Краткое описание |
| ---------- | -------------- | ------------------ | ------ | --- |
| 19.02.1985 | N4522V         | Сан-Франциско      | 0/274  | На эшелоне произошёл отказ двигателя № 4. Пока экипаж пытался его запустить, самолёт на высоте 13 700 метров вошёл в глубокий правый крен, а затем в крутое пикирование (по некоторым данным, во время этого самолёт превысил скорость звука). На высоте 2900 метров пилоты смогли стабилизировать самолёт и благополучно посадить его в Сан-Франциско. |
| 05.10.1998 | ZS-SPF         | Мапуту             | 0/66   | Вскоре после взлёта взорвался двигатель № 3, его обломки повредили двигатель № 4 и крыло. Экипаж совершил аварийную посадку, лайнер списан. |

## Аналогичные самолёты
- Airbus A330
- Airbus A340
- Airbus A350
- Ил-96